# Coelorinchus matamua
Coelorinchus matamua és una espècie de peix de la família dels macrúrids i de l'ordre dels gadiformes.

## Morfologia
- Els mascles poden assolir 65 cm de llargària total.[2][3]

## Alimentació
Menja, entre d'altres, peixos (Myctophidae) i crancs.

## Hàbitat
És un peix d'aigües profundes que viu entre 450-1000 m de fondària.

## Distribució geogràfica
Es troba a Sud-àfrica, Nova Zelanda i el sud-est d'Austràlia (incloent-hi Tasmània).